# Innsbruck Westbahnhof
Der Innsbrucker Westbahnhof (offiziell Innsbruck Hbf-Westbf) ist der zweitgrößte Bahnhof in Innsbruck. Er wird vorwiegend von Pendlern genutzt, da überwiegend Regional- bzw. S-Bahn-Züge der Linien ,  und  halten. Seit Fahrplanwechsel 2024/25 hält hier auch die  mit ihren Verbindungen nach Bregenz, Lindau und Wien.

## Bedeutung
Der Innsbrucker Westbahnhof ist aus betrieblichen Gründen von Bedeutung für den Eisenbahnstandort Innsbruck, da sich hier die Reparaturwerkstätten der ÖBB befinden, sowie eine Waschanlage für das Rollmaterial. Außerdem werden Züge, die in Innsbruck Hauptbahnhof enden, meist über Nacht am Westbahnhof abgestellt. Die Anbindung des Hauptbahnhofs erfolgt über die sogenannte Konzertkurve. Es gibt auch Ladegleise für Unternehmen, die direkt auf dem Bahnhofsgelände angesiedelt sind. Um die häufigen Verschubfahrten zwischen dem Frachtenbahnhof und dem Westbahnhof effizient abwickeln zu können, ist er mit diesem durch ein drittes Gleis verbunden, welches neben den beiden Hauptgleisen angelegt ist und kurz vor dem Hauptbahnhof zum Frachtenbahnhof abzweigt.
Der Bahnhof ist der Ausgangspunkt der Karwendel- bzw. Mittenwaldbahn, die noch im Bahnhofsbereich von der Arlbergbahn abzweigt und über Seefeld in Tirol nach Garmisch-Partenkirchen und weiter bis nach München führt.

### Bahnverbindungen
| Zuggattung                  | Richtung |
| --------------------------- | --- |
| WESTbahn                    | (Lindau –) Bregenz – Innsbruck Westbf – Innsbruck Hbf – Salzburg Hbf – Wien Westbf |
| Regional-Express#Österreich | Innsbruck Hbf – Innsbruck Westbf – Landeck-Zams |
| S-Bahn Tirol#S4             | Jenbach – Innsbruck Hbf – Innsbruck Westbf – Telfs-Pfaffenhofen |
| S-Bahn Tirol#S6             | Innsbruck Hbf – Innsbruck Westbf – Mittenwald (– Garmisch-Partenkirchen) |
| STB                         | Innsbruck Hbf–Straßenbahn durch das Stadtgebiet – Innsbruck Westbf – Stubaitalbahnhof – Fulpmes (Straßenbahn verkehrt nicht auf der Bahnstrecke, sondern auf der Straße vor dem Westbf) |

### Verbindungen des Stadtverkehrs
Vor dem Westbahnhof hält die Straßenbahnlinie 1, die Stubaitalbahn STB sowie die Buslinien T und N3.

## Stationsgebäude
Das an der Egger-Lienz-Straße 1 gelegene Stationsgebäude wurde 1906/07 als zweigeschoßiger Bau mit Walmdach zu neun Frontachsen in späthistoristischen Formen mit Secessionsstilanklängen (sparsamer Dekor mit geometrischen Motiven und stilisierten Festons an Keilsteinen, Pilastern und dem Uhr-Aufsatz) errichtet. Die drei mittleren Achsen sind als Risalit ausgebildet, wobei die Zentralachse verbreitert ist. Das Risalitobergeschoß ist mit einer Pilastergliederung sowie einem Kranzgesims versehen und wird von einer sockelgeschmückten Attika mit Uhr-Aufsatz bekrönt. Die Wandflächen weisen eine Nutung auf, die über den segmentbogigen Erdgeschoßöffnungen zu Keilsteinbekrönungen umgebogen ist. Die Fenster – soweit sie noch original erhalten sind – haben eine dreiteilige Sprossung und Kämpfer. Die Geschoßteilung erfolgt durch ein Kordongesims.
Vor allem wegen der mangelnden Barrierefreiheit wurde der Bahnhof in den VCÖ-Bahntests 2011, 2013 und 2015 unter den ersten zehn „Bahnhöfen, die am wenigsten gefallen“ genannt. Eine Modernisierung samt barrierefreiem Umbau soll bis 2022 erfolgen.